# Oost-Thürings voetbalkampioenschap 1911/12
In 1911/12 werd het derde voetbalkampioenschap van Oost-Thüringen gespeeld, dat georganiseerd werd door de Midden-Duitse voetbalbond. 
FC Carl Zeiss Jena  werd kampioen en plaatste zich voor de Midden-Duitse eindronde. De club versloeg FC Concordia Plauen met 0-4 en werd dan met 2-3 verslagen door SC Erfurt 1895. 

## 1. Klasse
| Plaats | Club                      | Wed. | W  | G | V  | Saldo | Ptn.  |
| ------ | ------------------------- | ---- | -- | - | -- | ----- | ----- |
| 1.     | FC Carl Zeiss Jena        | 13   | 12 | 1 | 0  | 94:10 | 25:01 |
| 2.     | SC 1903 Weimar            | 13   | 8  | 2 | 3  | 33:25 | 18:08 |
| 3.     | SC Jena 1908              | 12   | 6  | 2 | 4  | 38:37 | 14:10 |
| 4.     | VfB 1911 Jena             | 12   | 4  | 3 | 5  | 30:39 | 11:13 |
| 5.     | SC 1904 Gera              | 13   | 4  | 3 | 6  | 25:37 | 11:15 |
| 6.     | Sp. Abt. des TV Weimar    | 11   | 3  | 1 | 7  | 13:30 | 07:15 |
| 7.     | BC Vimaria 1903 Weimar    | 12   | 1  | 4 | 7  | 18:16 | 06:18 |
| 8.     | SpV Hohenzollern Naumburg | 12   | 2  | 0 | 10 | 11:68 | 04:20 |

|  | Kampioen, geplaatst voor Midden-Duitse eindronde                |
|  | Club werd na dit seizoen ontbonden                              |
|  | Deelname promotie-degradatie play-off                           |
|  | Wisselt voor volgend seizoen naar nieuwe 1. Klasse Saale-Elster |

Promotie-degradatie play-off
|                  |                        |       |                   |  |
| 11 augustus 1912 | BC Vimaria 1903 Weimar | 4 – 1 | FC Preußen Apolda |  |
| 11 augustus 1912 |                        |       |                   |  |